# Science-Fiction

Im Jahre 2000; Reklame-Sammelbilder (1897/98, Serie 31) der Schokoladen-Fabrik Gebr. Stollwerck

Science-Fiction, auch Sciencefiction geschrieben ([ˌsaɪəns ˈfɪkʃən̩]; englisch science: Naturwissenschaft, fiction: Fiktion), ist ein Genre in Literatur (Prosa, Comic), Film, Hörspiel, Videospiel und Kunst. Charakteristisch sind wissenschaftlich-technische Spekulationen, Raumfahrtthemen, ferne Zukunft, fremde Zivilisationen und meist zukünftige Entwicklungen.
Auch die englische Schreibweise Science Fiction ist gebräuchlich und in der Fan-Community weit verbreitet, laut Amtlichem Regelwerk der deutschen Rechtschreibung jedoch nicht korrekt. Übliche Abkürzungen sind Sci-Fi oder SciFi ([saɪ̯faɪ̯], auch [saɪ̯fɪ]) sowie SF.

## Synonyme und Abgrenzung
Synonyme sind Zukunftsroman, -literatur, -film, Wissenschaftliche Fantastik (ehem. DDR-Lehnübersetzung von russisch Научная фантастика).
Verwandte Gebiete, die nicht zur SF gehören, sind die utopische Literatur sowie fantastische Literatur (nicht zu verwechseln mit Fantasy oder romantischer Fantastik). Die Autoren Heinlein, Haldeman und Robinson verwendeten für nicht wissenschaftlich-technische Literatur den Begriff Speculative Fiction.

## Entwicklung
Der Begriff wurde erstmals 1851 von dem britischen Dichter und Essayisten William Wilson (ca. 1826–1886) in der Überschrift von Kapitel 10 seines Buches A little earnest book upon a great old subject als „Science-Fiction“ eingeführt und, so der Schriftsteller Felix J. Palma in seinem Buch Die Landkarte der Zeit, von dem luxemburgisch-amerikanischen Erfinder, Schriftsteller und Verleger Hugo Gernsback im April 1926 in seiner Zeitschrift Amazing Stories als „scientifiction“ verwendet sowie ab 1929 in der endgültigen Form „science fiction“ als Genrebezeichnung etabliert. Bereits im August 1923 hatte er eine Sondernummer seines Magazins „Science and Invention“ als Scientific Fiction Number herausgegeben. 1929 ist das Lehnwort Science-Fiction in Werbungen für das Magazin Air Wonder Stories belegt. Die Abkürzung sci-fi ist von 1955.
In der Naturwissenschaft und ihrer Anwendungsdimension, der Technik, wurde das Heil des Menschen gesehen. Parallel zum Wissenschaftsglauben entstand im 19. Jahrhundert die Wissenschafts- und Technikangst. Dieser Glaube und diese Angst verschmolzen zu dem epochal neuen und gespaltenen Lebensgefühl, neomythischer Titan zu sein, der sich vor seiner eigenen Macht fürchtet. Daher entstanden Dystopien wie beispielsweise bei Aldous Huxley und George Orwell. Diese Ambivalenz prägt die Science-Fiction, die sich der Beschreibung der Auswirkungen der Technik auf den Menschen und der utopisch-futurologischen Extrapolation ihrer Auswirkungen besonders verschrieben hat. Manche poststrukturalistisch orientierte Autoren wie Samuel R. Delany vertreten die Ansicht, dass die Undefinierbarkeit ein wesentliches Merkmal von Science-Fiction ist. In der theoretischen Diskussion ist ungeklärt, ob die Science-Fiction ein Genre oder eine Gattung ist, also ob sie sich durch einen relativ festen Bestand von formalen, inhaltlichen oder strukturellen Elementen definieren lässt oder ob Science-Fiction treffender als Modus beschrieben werden sollte, der auf einer grundlegenderen Ebene als der eines Genres die Beschaffenheit der jeweiligen fiktionalen Welt beschreibt. Delany sieht in der literarischen Science-Fiction sogar eine grundsätzlich eigene sprachliche Ausdrucksform, die wie die Lyrik anders gelesen werden muss als normale Erzählliteratur.
Science-Fiction wird nicht über den Handlungsort definiert. Das heißt, dass eine Geschichte nicht unbedingt in die Gattung Science-Fiction gehört, nur weil sie in der Zukunft oder im Weltall spielt.

### Abgrenzung von Fantasy
Science-Fiction grenzt sich meist von Fantasy ab. Um Fantasy handelt es sich immer dann, wenn die erzählten Phänomene keinen Bezug zu einer (natur-)wissenschaftlichen Überlegung haben und stattdessen Elemente der phantastischen Literatur verwenden. Wird beides gemischt, spricht man meist von „Science-Fiction/Fantasy“, „SciFi-Fantasy“ oder von „Science Fantasy“. Häufig bedient man sich klassischer Fantasy-Elemente und interpretiert sie um. So werden etwa die Magie der Fantasy in der Science-Fiction häufig gegen Psi-Kräfte, ihre Götter oder Geister gegen evolutionär fortgeschrittene Lebensformen ausgetauscht.
Weitgehend Einigkeit herrscht darüber, dass sich Science-Fiction durch eines oder mehrere Elemente auszeichnet, die in unserer normalen Alltagswelt (noch) nicht möglich sind. Für dieses Element hat sich die Bezeichnung Novum weitgehend durchgesetzt. Uneinigkeit herrscht darüber, inwiefern sich das Novum von typischen Elementen des Märchens oder der Fantasy unterscheidet. Befürworter der strengen Science-Fiction-Definition argumentieren, das Novum müsse wissenschaftlich erklärbar und rational nachvollziehbar sein. Diese Position ist jedoch umstritten, da in der Praxis die meisten Science-Fiction-Nova naturwissenschaftlich ungeklärt oder spekulativ sind oder es (wenn auch selten) vorkommt, dass heutige wissenschaftliche Grundlagen für Science-Fiction-Ideen hinfällig werden. Typische Nova wie die Zeitreise oder das Überschreiten der Lichtgeschwindigkeit entspringen oft reinem Wunschdenken und basieren nicht auf wissenschaftlichen Fakten. In ihrer Plausibilität unterscheiden sie sich kaum von Topoi des Märchens wie fliegenden Teppichen oder sprechenden Tieren.
Schwierig wird die Definition durch Erzählungen, die ein Thema im Titel nur nennen, zum Schwerpunkt aber ein anderes Thema wählen. Ein Beispiel hierfür ist etwa H. G. Wells’ Roman Die Zeitmaschine, in dem die Zeitmaschine eher eine Nebenidee darstellt, die noch die Gattung Science-Fiction signalisiert, während es in erster Linie aber um die Dystopie der Morlocks und Eloi geht, die der Horrorliteratur entnommen sind. Auch tritt das Problem auf, dass in einer Science-Fiction-Erzählung zwar nachvollziehbare gesellschaftliche Kritik erscheint, dies aber vor dem Hintergrund allzu undurchdachter technischer Ideen geschieht, die eher der phantastischen Literatur entnommen scheinen.
Der Physiker und Science-Fiction-Autor Arthur C. Clarke formulierte zu diesem Problem sein Drittes Clarkesches Gesetz: „Jede hinreichend fortschrittliche Technologie ist von Magie nicht zu unterscheiden.“ Vielleicht kann man festhalten, dass in der Science-Fiction „versucht“ wird, wissenschaftliche Erklärungen zu liefern, während in der Fantasy die entsprechenden Elemente (große, sprechende Spinnen in Harry Potter) ohne Erklärungen nur einfach hingenommen werden müssen.

### Veränderungen
Seit die Science-Fiction ihre einstige Nische verlassen und den Massenmarkt erobert hat, scheint es weniger nötig, Wissenschaftliches als konstituierendes Element einzubauen. Fantasy geht immer leichter als Science-Fiction durch. Dass der Zuschauer den „Transporter“ der Star-Trek-Technologie sofort als Science-Fiction-Element identifiziert, hat nichts damit zu tun, dass er nur durch sein Auftreten plausibler oder technisch nachvollziehbarer wäre als der Zauberstab. Es wird nur einfach die wissenschaftliche Rechtfertigung eingespart. Umgekehrt heißt das nicht, dass „alle“ Elemente dieser Art von Science-Fiction nur märchenhafter sind.
Neuerdings fordert man deshalb meistens keine Wissenschaftlichkeit für die Science-Fiction mehr, sondern nur noch, dass sie Wissenschaftlichkeit für sich „beanspruche“. Science-Fiction sei weniger eine Frage der Plausibilität, sondern der Haltung, die ein Film oder Roman gegenüber der dargestellten Welt einnimmt. Science-Fiction wird von vielen Autoren als Märchenerzählung aufgefasst, bei der lediglich die Auswahl der fantastischen Elemente der Zeit angepasst ist – Menschen werden nicht an andere Orte gezaubert, sondern mit technischen Apparaten „gebeamt“ (beispielsweise in Star Trek), um die Geschichte plausibler zu machen. Das Novum wird „naturalisiert“, also an die jeweiligen Vorstellungen von Wissenschaft und Technik angepasst.

### „Alterung“ der Science-Fiction und Fantasy
Science-Fiction ist einer ständigen Aktualisierung der Methoden ausgesetzt. Wie Jules Verne und H. G. Wells noch unvorstellbar riesige Kanonen oder absurd erscheinende dampfgetriebene mechanische Apparate zum Herz der Erzählung machten, erfinden heutige Autoren ähnlich gewagte Apparate für Zeitreisen oder Fortbewegung. Je mehr sich Science-Fiction in ihrer Darstellung, wie Technik und Wissenschaft auszusehen haben, also von einem wissenschaftskritischen Standpunkt entfernt, desto mehr nähert sie sich der Fantasy an. Dies ist einer der Gründe, warum Science-Fiction-Geschichten und insbesondere -Filme schon wenige Jahre nach der Entstehung mitunter naiv oder unfreiwillig komisch wirken. Entwicklungen vollziehen sich schneller, langsamer oder ganz anders als zum Entstehungszeitpunkt des Werkes angenommen. Der Kommunikator etwa in der ersten Star-Trek-Serie war in den 1960er Jahren mit seiner planetaren Reichweite nicht einmal als teures Spezialfunkgerät denkbar, wirkt aber im Zeitalter der Mobiltelefonie vorsintflutlich (sofern man bei diesem häufig angeführten Beispiel vernachlässigt, dass Mobiltelefone auf Netze und deren aufwändige Installationen angewiesen sind, während Kommunikatoren jenseits jeglicher Zivilisation und sogar durch solide Planetenkörper hindurch funktionieren). Andere Techniken, wie das Raumschiff oder Holodeck, sind der Entwicklung weit voraus. So bleibt Science-Fiction immer ein Balanceakt zwischen zu starker und zu schwacher Entwicklungsabschätzung. Es gibt allerdings das Genre des Steampunk, bei dem sich die Autoren ganz bewusst auf den Wissensstand einer früheren Epoche zurückversetzen – vorzugsweise des ausgehenden 19. Jahrhunderts – und von dort aus damals vorherrschende Technologien weiterentwickeln. In den letzten Jahren wurde analog hierzu der Begriff „Rocketpunk“ geprägt, um ein Untergenre zu beschreiben, das die klassische SF des Golden Age imitiert, indem es von einem Wissensstand von um 1950 ausgeht.

### Science-Fiction und Fantastik
Bevor Fantasy oder Science-Fiction als eigenes Genre Anerkennung fanden, wurde Fantastik oft (abgrenzend zur Utopie) als Synonym für Science-Fiction verwendet.
Eine ältere, aber immer noch gebräuchliche Systematik betrachtet die Fantastik als Gruppe jener literarischen (filmischen etc.) Werke, in welchen aktuell nicht real erscheinende Elemente vorkommen. Science-Fiction ist hier der Zielbereich, der ohne Übernatürliches (wie Zauberei und Fabelwesen) operiert. Bei Fantasy dagegen gehören Magie oder Fabelwesen stets zur Kulisse und zur Handlung. Allerdings gibt es mit der Rollenspielreihe Shadowrun, in deren Welt diverse Romane spielen, einen solchen Crossover, d. h., in einer zukünftigen, hochtechnisierten Cyberpunk-Welt existieren sehr wohl klassische Fabelwesen wie Elfen oder Drachen, und Magie gibt es dort in verschiedenen Arten. Übernatürliches, das weder mit „klassischer Magie“ noch mit „typischen Fabelwesen“ (Drachen, Elfen, Trolle etc.) zu tun hat, oder Dinge, die (noch) nicht wissenschaftlich-logisch erklärbar sind, werden oftmals unter „Mystery“ zusammengefasst (dieser Begriff wird vor allem im Filmbereich verwendet). Horror kann in dieser Ordnung in jedem der Genres vorkommen. Science-Fiction wird häufig immer noch unter Fantastik (oder Fantasy) eingeordnet.
Es gibt kein einheitliches Ordnungssystem für Science-Fiction in der Literatur (im Film, im Theater, in bildender Kunst) zur Abgrenzung von Fantastik oder Fantasy, sodass ein und dasselbe Werk je nach Einstellung mal unter Science-Fiction, mal unter Fantasy etc. geführt wird.

## Themen
Science-Fiction befasst sich mit Dingen, die kommen: mit Ängsten oder Bedrohungen (negative Invasionen, Katastrophen, Herrschaft durch anonyme Machthaber oder übermenschliche Mächte, negative Technologie durch verrückte Wissenschaftler, Roboter, Androiden oder Cyborgs oder Maschinen, Computer und Waffen), mit Fortschritt (positive Technologie in einer Space Opera oder einer phantastischen Reise), mit Frieden, Hoffnung oder Rettung (durch Übermensch, Utopie oder positive Invasionen), mit Anti-Utopien oder (bei Verwischung der Grenzen von Fiktion und Realität) Semi-Utopien.
In vielen Science Fictions werden bestimmte Zukunftsvisionen thematisiert, von denen einige heute schon Realität sind. In den meisten Fällen geht es dabei auch um moderne Technologien. Dazu gehören zum Beispiel:
Zeitreisen
Einige Personen reisen in die Zukunft, um diese zu erleben oder zu erforschen oder in die Vergangenheit, um Fehler rückgängig zu machen. Meistens werden dafür Zeitmaschinen verwendet.
Portal-Reisen
Reisen in Parallelwelten, in eine andere Zeit und direktes Reisen zu anderen Orten über ein Portal (Science-Fiction) per Teleportation ist ein beliebtes Thema in vielen Science Fictions. In einigen Fällen gelangen dadurch ungewollt Außerirdische, Fabelwesen oder Ungeheuer auf die Erde.
Künstliche Intelligenz
Künstliche Intelligenz ist ein sehr wichtiges Thema in vielen Science Fictions. Dort helfen Computer oder andere Maschinen mit menschenähnlicher oder übermenschlicher Intelligenz den Menschen. In einigen Fällen geraten diese Maschinen außer Kontrolle und richten gewollt oder ungewollt Schaden an.
Roboter und Humanoide
Roboter oder Humanoide dienen den Menschen und verrichten manchmal unangenehme Arbeiten. In einigen Science Fictions wenden sich diese später gegen ihre menschlichen Besitzer oder Schöpfer und vernichten diese. In anderen kommt es zu einer konstruktiven und friedlichen Koexistenz.
Raumfahrt
Reisen zu anderen Himmelskörpern, also dem Mond, dem Mars, anderen Planeten, Exoplaneten, der Sonne oder anderen Sternen sind ein besonders beliebtes Thema in vielen Science Fictions. Dabei kommen neuartige Raumschiffe und Antriebstechniken zum Einsatz.
Außerirdische
Es kommt zu Begegnungen zwischen Menschen und Außerirdischen. Meistens sind die Außerirdischen die Besucher, manchmal aber auch die Menschen. In einigen Fällen sind diese Begegnungen friedlich, oft aber kriegerisch.
Atomkrieg
Der Atomkrieg ist eine der wichtigsten Dystopien. Meistens endet ein solcher Krieg in der Apokalypse.
Naturkatastrophen und Weltuntergang
Naturkatastrophen, Meteoriteneinschläge oder andere existenzielle Gefahren dezimieren die Menschheit oder vernichten diese vollständig.
Gedankenlesen
Mit neurologischen oder anderen Methoden können Gedanken gelesen und interpretiert werden.
Medizin, Gentechnik und Biotechnik
Medizinische Behandlungsmethoden schaffen Phänomene wie Organtransplantationen, transgene oder geklonte Menschen.
Unsterblichkeit
Mit Hilfe neuer Techniken werden Menschen oder Tiere unsterblich.
Zukünftige Städte
Futuristische Städte, die z. B. nachhaltiger sind und neuartige Infrastruktur und Transportmittel beinhalten

## Übersicht und Richtungen

### Überschneidung mit anderen Genres
Science-Fiction ist also kein puristisches Genre, das sich allen anderen gegenüber verschließt. Im Gegenteil besteht eine der großen Stärken der Science-Fiction darin, dass sie alle denkbaren literarischen Strömungen und Stile absorbieren kann. David Graeber geht davon aus, dass Science-Fiction insbesondere seit den 1990er Jahren auf konkrete Zukunftsprojektionen verzichtet, sich von der Technikfaszination befreit, aber so auch ihren utopischen Gehalt verloren habe: Sie sei „heute zu einem Set von Kostümen geworden, in die man einen Western kleiden kann, einen Kriegsfilm, einen Horrorstreifen, einen Spionagethriller oder einfach nur ein Märchen“ oder eine Dystopie. Daraus ergeben sich spezifische Subgenres. Im Folgenden sind die Überschneidungen mit thematisch relativ eng verwandten Genres kurz dargestellt.

#### Überschneidung mit Horror und Fantasy
Die größte Nähe besteht wohl zu Genres wie Horror und Fantasy. Horror beschreibt weniger den Inhalt einer Erzählung als vielmehr den Stil, die Wirkung auf den Leser. Fantasy umfasst jene Fälle, in denen das Geschehene eben nicht mehr scheinbar rational erklärt wird. Von Grenzfällen zur Fantasy wird gesprochen, wenn entweder die Geschichte in einer so weit entfernten Zukunft oder einer so anderen Welt spielt, dass das dort „Natürliche“ auf uns wie „übernatürlich“ wirkt (wie in Star Wars oder Dune, welche eher zum Genre Fantasy gezählt werden können), oder die Kulisse (beispielsweise mittelalterliche Hierarchien) oder die Handlungsstruktur (beispielsweise die Quest) fantasytypisch ist, die Geschichte aber weder mit Magie noch Fabelwesen funktioniert.
Obwohl Mary Shelleys Roman Frankenstein und Robert Louis Stevensons Der seltsame Fall des Dr. Jekyll und Mr. Hyde übernatürliche Elemente enthalten, sind sie geprägt durch die Extrapolation wissenschaftlicher Ideen und gelten daher als Science-Fiction im strengeren Sinn. Dagegen ist Bram Stokers Roman Dracula reine Fantasy, so sehr damit tatsächliche historische Wirklichkeiten metaphorisiert sind, was wiederum weder von „Frankenstein“ noch von „Dr. Jekyll and Mr. Hyde“ gesagt werden kann.
Unter dem Oberbegriff Science-Fiction laufende Werke nutzen den Weltraum oder eine zukünftige Welt nicht, um über Fragen menschlicher Entwicklungen zu spekulieren, sondern als exotische Kulisse, vor der traditionelle Genres (Abenteuer, Romanze) ablaufen. Der Begriff hierfür lautet Space Opera – Beispiele sind Filme wie Krieg der Sterne (Star Wars) oder Kinoserien wie Flash Gordon und Buck Rogers. Ein Beispiel im Romanheftbereich ist die postapokalyptische Serie Maddrax, in der Science-Fiction und Fantasy mit Horror sowie klassischem Abenteuer, als auch parodistischen Elementen vermischt werden.
Je nach Inhalt der erdachten Welt werden erscheinende Romane eher als Science-Fiction oder Fantasy angeboten. Verlage trennen die Genres oft nicht scharf und führen eine „SF&F“-Reihe, in der Science-Fiction, Fantasy und manchmal Horror zusammengefasst sind. Hierfür wurde der Begriff Speculative Fiction als alternative Deutung der Abkürzung SF geprägt. Im Deutschen wird von „phantastischer Literatur“ gesprochen.

#### Überschneidung mit Utopien und Dystopien

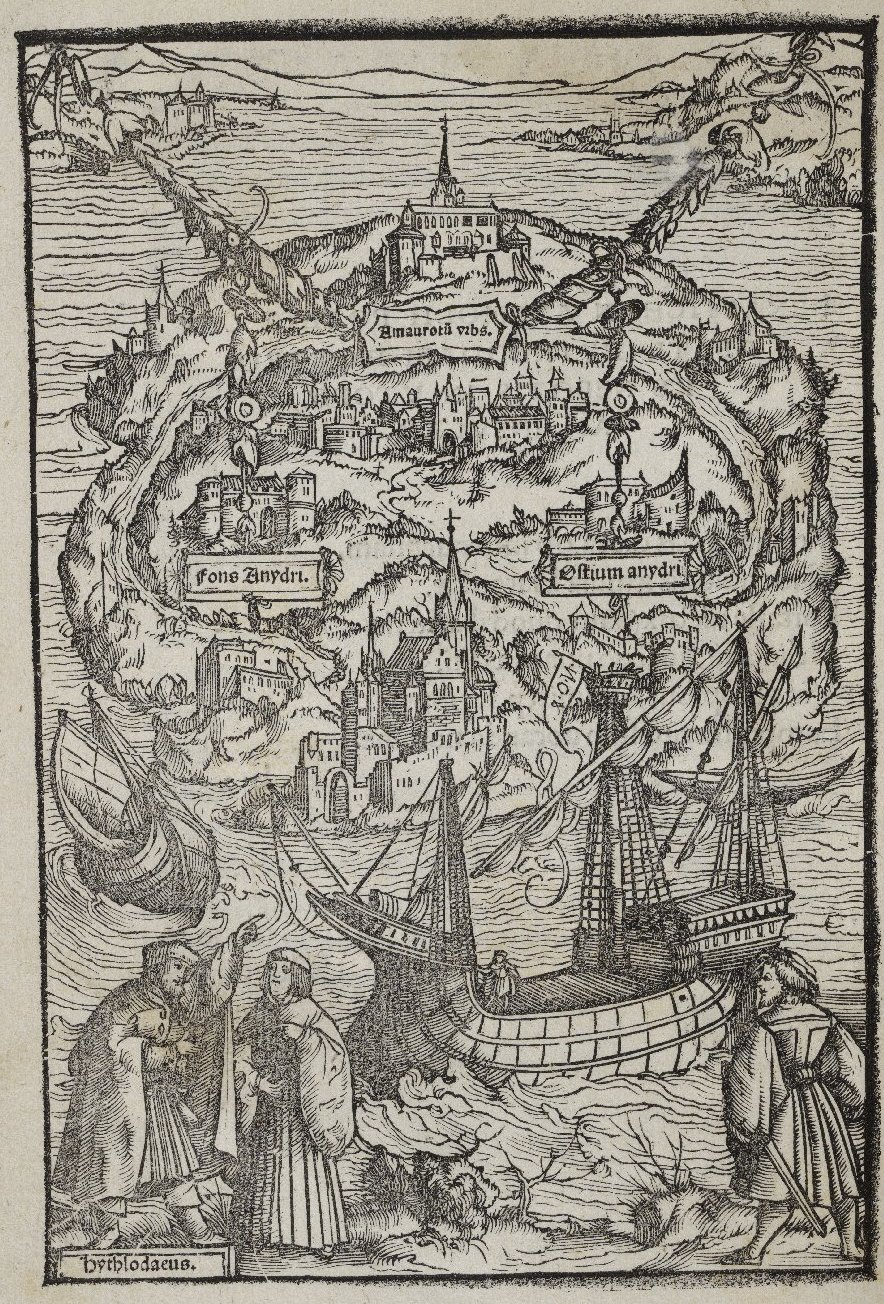
Holzschnitt zur Ausgabe von „Utopia“ von 1518

Eine weitere Überschneidung ergibt sich für moderne Science-Fiction-Literatur in der Regel mit der Utopie. Während die Science-Fiction sich häufig mit der Darstellung von Teilaspekten technischer und gesellschaftlicher Entwicklungen begnügt, wurde die Utopie, die einen vollständigen Gesellschaftsentwurf zeigen will, ursprünglich als Trojanisches Pferd benutzt. Ziel war es oft, der Öffentlichkeit unter Umgehung obrigkeitlicher Zensur politische und philosophische Ideen vorzustellen.
Allerdings können die klassischen Utopien wie Thomas Morus’ Utopia (1516) oder Tommaso Campanellas La città del Sole (Der Sonnenstaat, 1623) kaum als Science-Fiction gelten, da sie zu einem Zeitpunkt entstanden sind, zu dem wissenschaftlicher und technischer Fortschritt noch keine wichtigen Kategorien darstellten; entsprechend weisen die frühen Utopien kein Science-Fiction-Novum auf. Die klassischen Utopien sind meist auf einer fernen Insel angesiedelt. Erst im 19. Jahrhundert, mit der Industriellen Revolution verlagert sich die Utopie in die Zukunft, werden Nova zu typischen Utopieelementen. Die klassische Utopie geht von einem statischen, perfekt organisierten Staatsgebilde aus, an dem höchstens noch im Detail gefeilt werden muss. Seit dem späten 20. Jahrhundert erschienen weniger ganzheitliche Utopien.
Ein wichtiges Werk an der Schnittstelle zwischen utopischer Literatur und Science-Fiction war der Roman L’An 2440, rêve s’il en fut jamais (Das Jahr 2440. Ein Traum aller Träume) des französischen Autors Louis-Sébastien Mercier aus dem Jahr 1771, der die Reise eines Bewohners von Paris in die bessere Zukunft seiner Stadt und seines Landes beschreibt, wodurch die Utopie zu etwas Erreichbarem statt nur zu einem exemplarischen Entwurf wurde; da das Augenmerk des Autors dabei allerdings rein auf sozio-kulturellen Entwicklungen liegt und praktisch keine technischen Aspekte erwähnt werden (der Protagonist des Romans träumt sich in die Zukunft, indem er 700 Jahre in seinem Bett schläft), wird das Werk nicht als „echte“ Science-Fiction angesehen.
Im Gegensatz dazu umfasst die Science-Fiction besonders im 20. Jahrhundert Anti-Utopien (→ Dystopie). Negative Zukunftsvorstellungen waren im Zeitalter der Aufklärung noch nicht verbreitet, doch seit dem 19. Jahrhundert boten die Krisen des Kapitalismus, die Gewaltherrschaft des Totalitarismus und das Grauen der Weltkriege, außerdem die Furcht vor atomaren und anderen Massenvernichtungswaffen oder Katastrophen Stoff für verschiedene dystopische Szenarien. Im 21. Jahrhundert kam Klimawandel als Thema hinzu („Cli-Fi“ bzw. „Climate Fiction“).
Klassische Dystopien konzentrieren sich wie Utopien auf denkbare zukünftige Gesellschaftsformen, charakterisieren diese jedoch als negativ, um vor gegenwärtigen Aspekten der in die Zukunft extrapolierten Verhältnissen zu warnen. Der Roman Der Report der Magd von Margaret Atwood (1985) etwa nimmt durch Krankheiten, Verstrahlung und Umweltverschmutzung verursachte Unfruchtbarkeit zum Anlass, um eine christlich-fundamentalistische und paramilitärisch organisierte Gesellschaft vorzuführen. Häufig dystopisch, oder jedenfalls weniger zukunftsbegeistert als viele Werke der Science-Fiction, sind Werke der Mundane science fiction, welche auf aus heutiger Sicht unwahrscheinliche Technologien wie interstellare Raumfahrt bewusst verzichten.
Als Postapokalypse bezeichnet man derartige Geschichten vor dem Hintergrund einer durch Krieg, Katastrophen oder Ähnliches vernichteten Zivilisation, wie etwa Ape and Essence von Aldous Huxley (1948). Auch ein zukünftiges Weltuntergangsgeschehen wurde zum literarischen Thema, häufig mit Anspielungen auf die christliche Apokalyptik, aus der der für apokalyptische und postapokalyptische Szenarien verbreitete Begriff „Endzeit“ übernommen wurde.
Zu den mit dem Oberbegriff Dark Future bezeichneten düsteren Zukunftsbeschreibungen zählen außerdem solche Geschichten, die einen kontinuierlicheren Niedergang zugrunde legen. Mögliche Kriege oder Katastrophen sind dort nicht Hauptthema, im Cyberpunk genannten Subgenre bilden vielmehr totalitäre Überwachung durch Staaten oder die Bedrohung durch Künstliche Intelligenz (in der Filmreihe Matrix) oder Konzerne (in der Neuromancer-Trilogie) Grundlagen der Handlung. Steampunk ist ein ähnliches Genre, das in Form einer Alternativweltgeschichte jedoch einen Hintergrund mit technischer und sozialer Entwicklung ähnlich dem Viktorianischen Zeitalter nutzt.

#### Überschneidung mit Militär-Geschichten
Seit einiger Zeit werden Science-Fiction-Romane, die ein sehr starkes Gewicht auf den militärischen Aspekt legen und in denen Konflikte im Normalfall auf militärische Art und Weise geregelt werden, in die Kategorie Military-Science-Fiction eingeordnet. Dazu zählen unter anderem klassische Werke wie Edward E. Smith Roman Skylark, Robert A. Heinleins Starship Troopers (siehe die Verfilmung), Hornblower-Science-Fiction-Adaptionen etwa bei David Weber: Honor Harrington oder David Feintuch: Nick Seafort, sowie neuere Space Operas wie John Ringos Invasion oder David Drakes Lt. Leary.
Eine eindeutige Abgrenzung zu anderen Sub-Genres der Science-Fiction ist nur selten möglich. Beispielsweise schwankt Lois McMaster Bujolds preisgekrönte Vorkosigan-Saga immer irgendwo zwischen Military-Science-Fiction, Space Opera und Detektiv/Diplomaten-Romanen, wobei die Autorin zusätzlich noch ein Herz für erotische Nicht-Alltäglichkeiten beweist. Aufgrund der oft detailgetreuen Beschreibungen von technischen Anlagen gehören die meisten Military-Science-Fiction-Romane prinzipiell in den Bereich Hard-Science-Fiction. Tatsächlich gibt es aber sogar humoristische Romane wie Robert Asprins Zyklus über die Chaos-Kompanie, die man zur Military-Science-Fiction zählen könnte, obwohl in ihnen das Militär satirisch kritisiert wird.
Obwohl in vielen Science-Fiction-Romanen militärische Konflikte eine wesentliche Rolle spielen, wird nur ein kleiner Teil dieser Werke mit dem Etikett Military-Science-Fiction versehen.
Die meisten Autoren meiden diese Bezeichnung, da dieser Zweig der Science-Fiction in der Kritik steht:
- „Kein Zweifel, sie sind unter uns, die Wiedergänger längst totgeglaubter Säbelrassler und intergalaktischer Kriegsberichterstatter“ (Phantasia Almanach Nr. 5)
- „mit neokonservativer Geisteshaltung und den schriftstellerischen Fähigkeiten eines Elfjährigen“ (Hannes Riffel, Lektor und Übersetzer)
- „… beschränken sie sich wie ehedem darauf, den US-amerikanischen Imperialismus von der Heimatfront ins Weltall zu verlegen“ (Phantasia Almanach Nr. 5)

Science-Fiction ist wie jedes literarische Genre immer ein Spiegel des Zeitgeistes und der Themen, die zum Entstehungszeitpunkt die Öffentlichkeit bewegen. Militärische Geschichten häufen sich, seit das Hauptpublikum in den Industrienationen durch die Terroranschläge am 11. September 2001 und die Kriege in Europa wie im nahen Osten mit dem Thema stärker konfrontiert ist.

### Harte und weiche Science-Fiction

#### Hard Science-Fiction
Hard Science-Fiction (kurz Hard-SF) bezeichnet den Zweig der Science-Fiction, der durch ein Interesse an wissenschaftlicher Genauigkeit oder Details geprägt ist. Im Mittelpunkt der Geschichten stehen die Naturwissenschaften (beispielsweise Astronomie, Physik, Gentechnologie) sowie technische Fortschritte.
Charakteristisch ist eine sehr technik- und faktendominierte Erzählweise und die Weiterentwicklung aktueller wissenschaftlicher Phänomene. Es gibt zudem Autoren, die das menschliche Wesen in den Vordergrund rücken, die Herausarbeitung tragender Figuren tritt daher gelegentlich zurück. Gewöhnlich ist der in der Arbeitswelt verankerte technische oder wissenschaftliche Aspekt ein wichtiger Bestandteil der Handlung, wobei die Autoren meistens vom modernsten Wissensstand ihrer Zeit ausgehen, um eigene Ideen logisch weiterzuentwickeln.
Als Vertreter aktueller Hard-Science-Fiction gelten Greg Bear, Michael F. Flynn, Peter F. Hamilton, Alastair Reynolds, Gregory Benford, Stephen Baxter, Robert Charles Wilson, Liu Cixin, Robert L. Forward und Greg Egan, als Klassiker beispielsweise Isaac Asimov und Arthur C. Clarke.

#### Soft Science-Fiction
Die Soft Science-Fiction (kurz Soft-SF) befasst sich mehr mit philosophischen, psychologischen, politischen oder gesellschaftlichen Themen. Der Begriff soft stammt aus dem Englischen und grenzt dort die genannten Geisteswissenschaften gegen die (harten oder „exakten“) Naturwissenschaften ab.
Die Soft-SF nutzt technische Errungenschaften eher am Rande und als Hilfsmittel, um die Handlung einzubetten. Der Fokus ist daher mehr auf die Charakterisierung der handelnden Personen und ihrer Emotionen gerichtet, wie unter anderem bei Ray Bradbury, Ursula K. Le Guin, Jack Vance oder Philip K. Dick.
Ein bekanntes Beispiel der Soft-Science-Fiction stellt Frank Herberts Wüstenplanet-Serie Dune dar, in der ein Universum mit fortgeschrittener Technik, aber gleichzeitig einer feudalen Struktur erdacht ist. Die Rolle der Führungsschicht und Fragen nach Verantwortung und Ethik sind tragender Teil der Handlung des Epos. Weitere Beispiele finden sich in Werken von Stanisław Lem, in denen er Fiktionen über psychochemische Weltverbesserung oder politische Ideen bis ins Extrem getrieben hat.

### Zukunftsliteratur
Zukunftsliteratur ist zum einen das Teilgebiet der Science-Fiction, das sich mit der Zukunft der Menschen befasst und über die Weiterentwicklung der Menschheit spekuliert (vgl. Utopie und Dystopie). Zeitweise war es das Hauptgebiet der Science-Fiction und wurde als Gattungsbezeichnung verwendet, wobei die Zukunft immer eng mit der Gegenwart verbunden war. Einige Autoren versuchten sich auf die nähere Zukunft zu beschränken. Ein Beispiel dafür ist das Konzept der „Nahphantastik“, das beispielsweise von Carlos Rasch vertreten wurde.
Zum anderen kann man mit dem Begriff „Zukunftsliteratur“ wissenschaftliche und populärwissenschaftliche Arbeiten über die Zukunft (Futurologie) bezeichnen. Die Fernsehsendung Die Zukunft ist wild (2002) nutzte dazu die Möglichkeiten der modernen Computeranimation.

## Geschichte der Science-Fiction

### Vorläufer

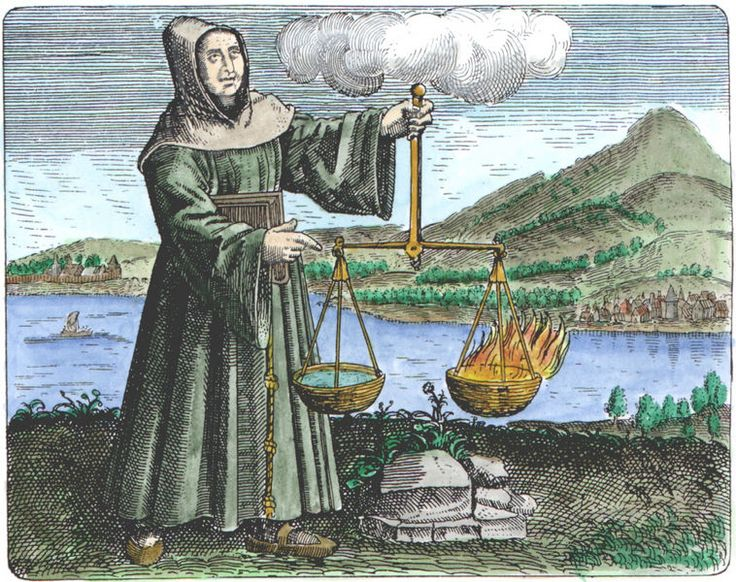
Roger Bacon Bild: Michael Maier (1617) Symbola aureae mensae duodecim nationum/Symbole der goldenen Tafel der zwölf Nationen

Die Parodie Wahre Geschichten von Lukian von Samosata aus dem 2. Jahrhundert wird von einigen Autoren als erstes Werk des Genres angesehen, da darin charakteristische Merkmale wie Mond- und Planetenreisen, extraterrestrische Bewohner und künstliches Leben vorkommen.
Schon vor der Entwicklung des Begriffs Science-Fiction finden sich spätestens seit dem Mittelalter Visionen zukünftiger technischer Entwicklungen. Der englische Philosoph Roger Bacon schrieb um 1260:

„Es werden Maschinen gebaut werden, mit denen die größten Schiffe, von einem einzigen Menschen gesteuert, schneller fahren werden, als wenn sie mit Ruderern vollgestopft wären; es werden Wagen gebaut werden, die sich ohne die Hilfe von Zugtieren mit unglaublicher Geschwindigkeit bewegen werden; Flugmaschinen werden gebaut werden, mit denen ein Mensch die Luft beherrschen wird wie ein Vogel; Maschinen werden es erlauben, auf dem Grund von Meeren und Flüssen zu gelangen.“

### Neuzeit

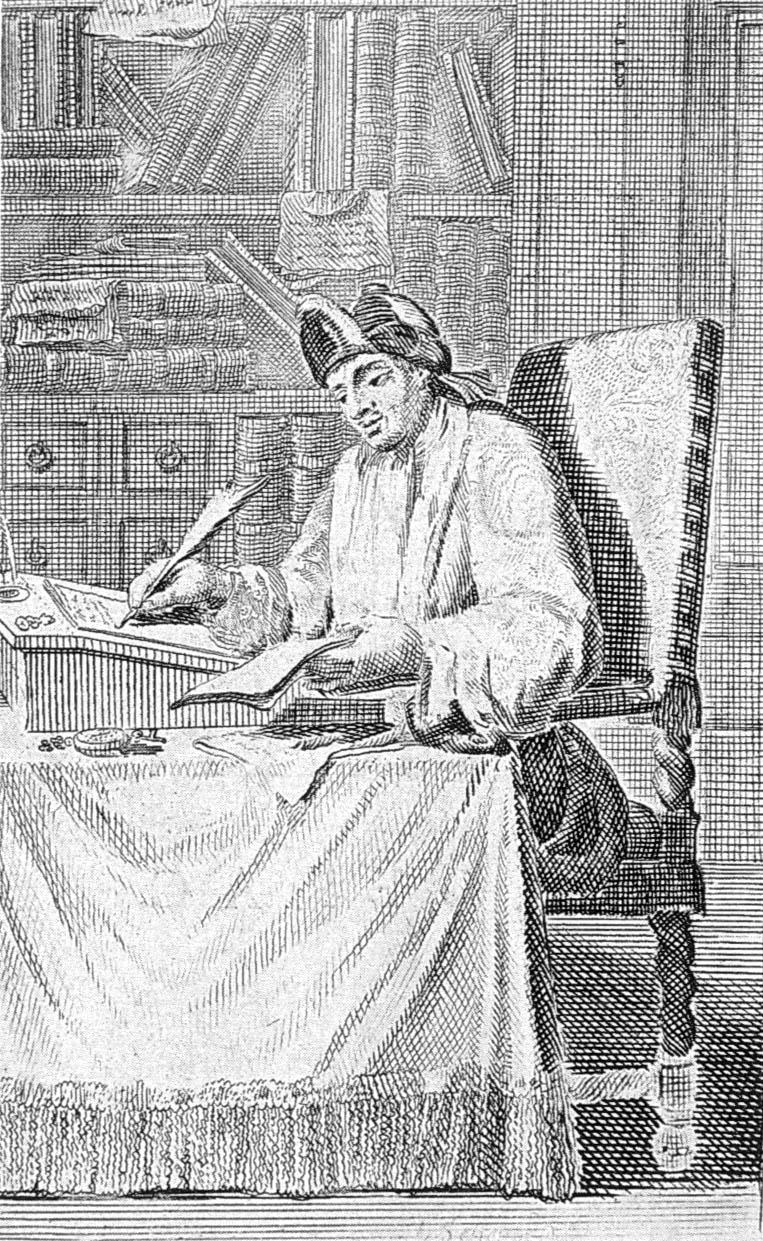
Cyrano de Bergerac beim Schreiben

Die Science-Fiction im engeren Sinne konnte erst mit der Entwicklung von Wissenschaft und Technik entstehen. Nach der Entwicklung des Fernrohrs wurde der Mond als ausgedehnter Himmelskörper erkannt und im Zeitalter der Entdecker wurde sogleich von Mondreisen geträumt (Johannes Kepler: Somnium, dt. Der Traum, 1634; Cyrano de Bergerac: Les États et Empires de la Lune, dt. Die Staaten und Reiche des Mondes, 1657). In Margaret Cavendishs Erzählung The Blazing World (1666) verschlägt es eine junge Frau in eine Art Alternativwelt. Voltaire führte seine Leser im Micromégas (1752) in den weiten Weltraum, während Jonathan Swift in Gullivers Reisen (1726) fremde Völker und Kulturen auf der Erde erkundet. Julius von Voß extrapolierte in Ini. Ein Roman aus dem ein und zwanzigsten Jahrhundert (1810) militärische und kulturelle Erfindungen, von Massenvernichtungswaffen bis hin zur allgemeinen Sozialversicherung. Im 19. Jahrhundert finden sich Elemente der Science-Fiction bei Autoren wie Edgar Allan Poe (The Unparalleled Adventure of One Hans Pfaall, 1835), Nathaniel Hawthorne und Fitz-James O’Brien. Ein deutscher Vertreter war E. T. A. Hoffmann.
In einer deutschsprachigen Übersetzung von einem Buch des britischen Science-Fiction-Autors Brian Aldiss bezeichnet der Autor Science Fiction als „die harte Droge der Literatur“.

### Frühe Werke
Im 19. Jahrhundert begann in Europa die Zeit der eigentlichen Science-Fiction. Bekannteste Vertreter sind Jules Verne mit seinen wissenschaftlich-romantischen Abenteuern und H. G. Wells mit technisch-gesellschaftskritischen Werken. Als Begründerin des Genres aber gilt Mary Shelley mit ihrem Roman Frankenstein. Auch der weniger bekannte Percy Greg prägte diese Zeit mit, als er in seinem 1880 erschienenen Roman Across the Zodiac ein Raumschiff namens Astronaut zum Mars fliegen ließ. In einer Rezension zu diesem Buch wurde im selben Jahr auch zum ersten Mal das Wort space ship benutzt.
Ein deutscher Vertreter dieser Periode ist Kurd Laßwitz, nach dem ein Preis für deutsche Science-Fiction-Literatur benannt ist. Mit seinen technisch-wissenschaftlichen Werken wird Hans Dominik als der deutsche Jules Verne bezeichnet, er ist einer der wichtigsten Pioniere der Zukunftsliteratur in Deutschland. Viel gelesen wurde Mitte des vorigen Jahrhunderts Paul Eugen Sieg mit seinen technischen Zukunftsromanen.
Die erste deutsche Science-Fiction-Heftromanserie war Der Luftpirat und sein lenkbares Luftschiff, die von 1908 bis ca. 1911/12 in 165 Ausgaben in Berlin erschien.
In den USA trat die Science-Fiction vorwiegend in der Kurzgeschichte vor ihr Publikum. Das bekannteste periodisch erscheinende Science-Fiction-Magazin dieser Zeit war das von Hugo Gernsback herausgegebene Amazing Stories, das sich seit 1926 ausschließlich der Veröffentlichung von Science-Fiction-Geschichten widmete. Allerdings war die von Hugo Gernsback gewählte Bezeichnung scientifiction, und danach wird diese Periode der Science-Fiction „scientifiction“ genannt.
Die aus dieser Zeit stammende Assoziation der Science-Fiction mit „billigen“ Magazinen und reißerisch gestalteten Titelseiten (scheußliche Monster und halbnackte, hilflose Frauen) machten es der Science-Fiction schwer, in Deutschland als seriöse Literatur anerkannt zu werden. Diese „Pulps“ jedoch gaben den Science-Fiction-Autoren jahrzehntelang Gelegenheit, ihre unzähligen Kurzgeschichten zu drucken und wegen ihres niedrigen Preises das Publikum zu erreichen, das für Science-Fiction am empfänglichsten war: Kinder und Jugendliche.
Völlig unbeeinflusst durch die Pulps schrieb in den 1930er Jahren Olaf Stapledon seine beiden Hauptwerke Last and First Men und Star Maker. Die in diesen teilweise sehr trocken zu lesenden Werken vorkommenden Konzepte sollten für Jahrzehnte einen Steinbruch an Ideen für viele Science-Fiction-Autoren bilden.
Mit Wir legte bei der Veröffentlichung 1924 Jewgeni Samjatin die Grundlage für dystopische Science Fiction.

### DasGolden Agein den USA

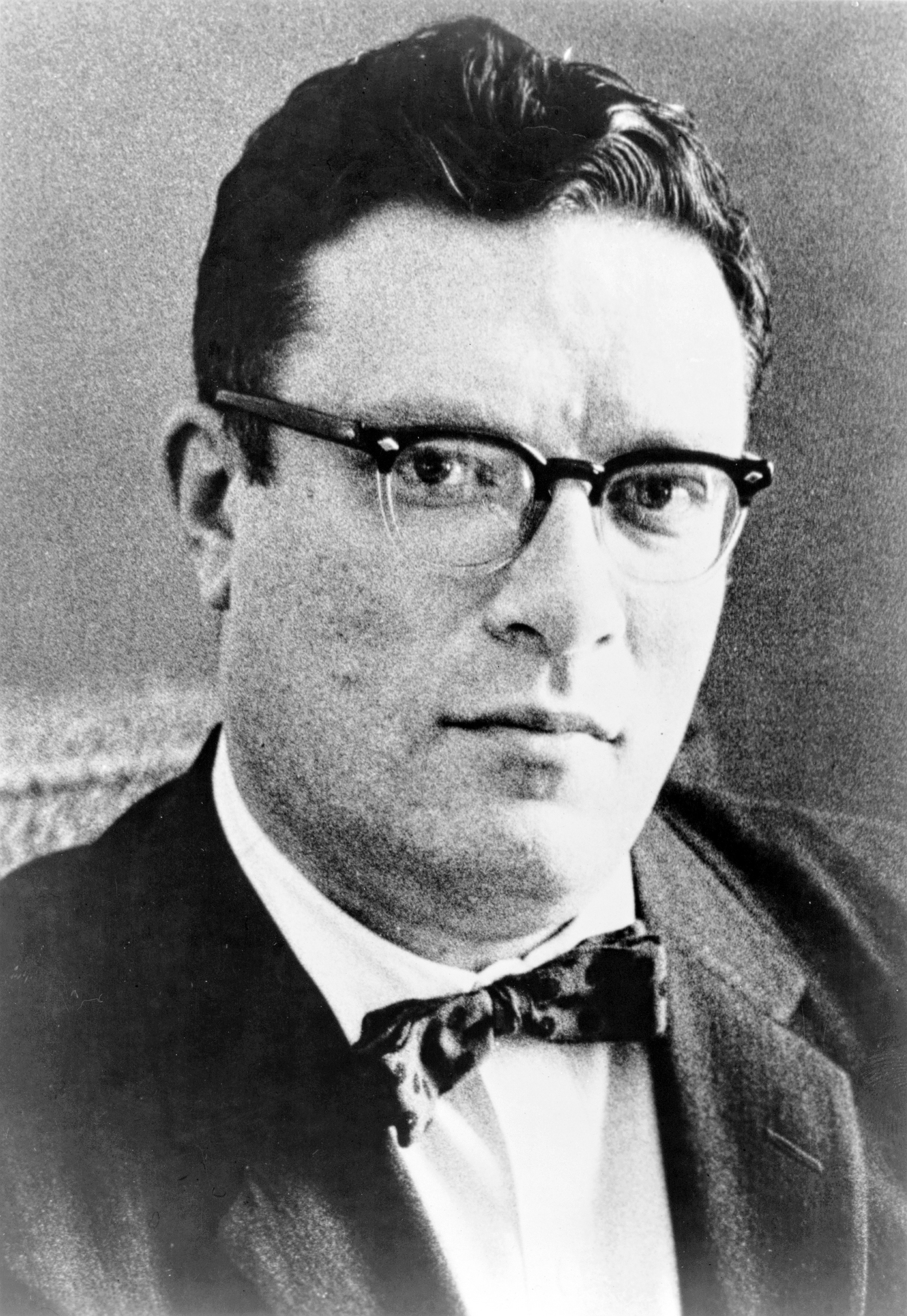
Isaac Asimov (1965)

Eine Aufwertung der Science-Fiction begann, als 1937 John W. Campbell, Jr. der Herausgeber von Astounding wurde. Während Gernsback mehr auf technische Beschreibungen und einen eher einfachen Stil Wert legte, bevorzugte Campbell Geschichten, die Themen wie Soziologie, Psychologie und Politik behandelten. Von ihm favorisierte Geschichten mussten auf einer verblüffenden Annahme beruhen oder zumindest eine erstaunliche Wendung nehmen. Er brachte Erzählungen später bekannter und erfolgreicher Autoren (Isaac Asimov, Arthur C. Clarke und Robert A. Heinlein) heraus. Insgesamt ist die Science-Fiction weltweit stark von US-Autoren dieser Zeit beeinflusst.
Eine Reihe von Autoren, die nur bedingt der Science-Fiction zuzurechnen sind, versuchten sich im Genre und brachten der Science-Fiction ein seriöseres Image (Karel Čapek, Aldous Huxley, Franz Werfel, Clive Staples Lewis, Ray Bradbury, Kurt Vonnegut, George Orwell, Gore Vidal).
In der Philosophie wurde das Problem des möglichen Selbstbewusstseins von Robotern (den Begriff Roboter gebrauchte erstmals Karel Čapek 1920 in seinem Science-Fiction-Schauspiel „R.U.R.“) als Problem der Logik von Gotthard Günther behandelt, der darüber sogar in Astounding publizierte, was A. E. van Vogt seinerseits in Die Welt der Null-A aufgriff.

### Nach dem Zweiten Weltkrieg
Die Nachkriegszeit sah insbesondere in den USA eine wachsende Popularität der Science-Fiction. In immer neuen Magazinen fanden die Schriftsteller eine Plattform für ihre Geschichten. Der US-amerikanische Traum schien nach dem gewonnenen Krieg greifbar, die 1950er Jahre waren eine Zeit des Aufschwungs und der Hoffnung. Mit dem Aufkommen des Kalten Krieges machten es sich viele Autoren der Science-Fiction zur Aufgabe, die Ängste vor ihm oder der Atombombe zu benennen, da das Thema ansonsten tabuisiert wurde. Die Autoren wurden inspiriert, über Paranoia und Diktaturen im Weltall zu schreiben.
Besondere Bedeutung bekam ab 1949 The Magazine of Fantasy and Science Fiction, das aufgrund seiner hohen literarischen Qualität für die damalige Zeit wegweisend war.
Dadurch entdeckte das Kino die Möglichkeiten der Science-Fiction. Populär waren die am Sonntagvormittag stattfindenden Doppelvorführungen, in denen Kindern Filme wie Der Tag, an dem die Erde stillstand, Das Ding aus einer anderen Welt (nach John W. Campbell), Alarm im Weltall, Metaluna IV antwortet nicht oder Die Dämonischen (nach einer Vorlage von Jack Finney) gezeigt wurden. Dabei handelt es sich um Filme, die als Mahnmal gegen Atombomben oder – je nach Standpunkt – den Ausschuss von McCarthy oder aber den Kommunismus gesehen werden können. Das Interesse an den Büchern wurde dadurch wachgehalten.
In den 1960er Jahren debütierten so unterschiedliche Autoren wie John Brunner oder Frank Herbert, und der bis dahin vor allem als Verfasser zahlreicher Kurzgeschichten hervorgetretene Philip K. Dick erfreute sich einer zunehmenden Popularität.

### Moderne Science-Fiction
1957 startete der Sputnik als erster von Menschen geschaffener Satellit, kurz darauf folgte Sputnik 2 mit der Hündin Laika an Bord; 1961 reiste Juri Gagarin als erster Mensch ins All. Die USA waren geschlagen, weshalb Präsident John F. Kennedy verkündete, der erste Mensch auf dem Mond müsse US-Amerikaner sein.
Das Interesse an der Science-Fiction bekam wieder einen Schub, zumal infolge des Weltraum-Wettlaufs eine Reihe technischer Errungenschaften gemacht wurden, die bald darauf in den Wohnzimmern der Bevölkerung standen. Aber diese Fortschritte zogen nicht, wie erhofft, Frieden nach sich.
Science-Fiction wurde erstmals ernst genommen, denn jeder potentielle Leser der Geschichten meinte, dass ihr Inhalt über kurz oder lang Realität werden könne. Die Probleme und ihre Lösungen, die im Weltraum angesiedelt waren, unterschieden sich nicht allzu sehr von denen auf der Erde. James Graham Ballard und Anthony Burgess stehen für eine Science-Fiction, die der Gegenwart näher war, als ihr lieb sein konnte. Harry Harrison schrieb New York 1999, Philip K. Dick verfasste Das Orakel vom Berge über die USA, die den Zweiten Weltkrieg verloren, Thomas Michael Disch Die Feuerteufel.
Nicht nur in der Literatur wurde Science-Fiction zu einem wichtigen Thema. In der Musik fanden ebenfalls seit Ende der 50er Jahre Weltraumbezüge Eingang in die Songtexte. So verband das Vokalquartett The Ames Brothers auf dem Album „Destination Moon“ zum Beispiel konventionelle Texte über Liebe mit Raumschiffen und entfernten Galaxien. Das Musiklabel RCA Records erhoffte sich durch die Einbeziehung dieses aktuellen Trends steigende Verkaufszahlen. Musiker wie Sun Ra oder Ramases griffen ebenfalls auf Motive des Science Fiction auf und kleideten sie in kosmische Mythen.
Frank Herberts Wüstenplanet (Dune) war der Beginn eines mehrbändigen Zyklus, der ihm eine ähnlich fanatische Leserschaft einbrachte wie Tolkien mit Der Herr der Ringe. Herberts Science-Fiction mit seiner Betonung von Regierungsformen, Menschen und weniger der Technik wurde deshalb als Soft-Science-Fiction betrachtet.
Auch Raumschiff Enterprise, im Original Star Trek, dessen Debüt 1966 auf dem Höhepunkt des Weltraumfiebers erfolgte, kann als solche Soft-Science-Fiction angesehen werden. Obwohl großer Wert auf die technischen Details und deren Stimmigkeit gelegt wurde (Asimov als Wissenschaftler fungierte einige Male als Berater), sind die Handlungen der Folgen nicht sehr SF-typisch. Trotzdem war es die erste weltweit erfolgreiche Serie des Genres, die für Universalismus und Humanismus eintrat, und warb durch die multiethnische Zusammensetzung der Hauptcharaktere für Völkerverständigung (so wurde erstmals ein Kuss zwischen einem weißen Mann und einer schwarzen Frau im US-Fernsehen gezeigt).
Speziell die 1987 gestartete Nachfolgeserie Raumschiff Enterprise – Das nächste Jahrhundert (Original: Star Trek: The Next Generation) griff in der Tradition des Vorgängers immer wieder brisante gesellschaftskritische Themen auf, wobei pazifistischen und humanistischen Elementen stärkeres Gewicht beigemessen wurde. Das Gleiche gilt für einige der Star-Trek-Kinofilme.
In Deutschland liefen Mitte der 1960er sieben Folgen der Raumpatrouille mit dem Raumschiff Orion und seiner Mannschaft, die eine vergleichbare Zusammensetzung aufwies. Die Serie bekam später einige Fans, die ihr „Kultstatus“ zusprechen.
Die bisher langlebigste Science-Fiction-Fernseh-Serie Doctor Who startete 1963 in Großbritannien und wurde dort eine der beliebtesten Fernsehserien überhaupt. Es ist die Geschichte eines Zeitreisenden und seiner Begleiter. Seit 2005 erscheinen nach mehrjähriger Unterbrechung wieder neue Folgen.
Eine Weiterentwicklung im Film brachte die Science-Fiction einem weiten Publikum näher: 2001: Odyssee im Weltraum (Regie: Stanley Kubrick, geschrieben von Arthur C. Clarke) und Planet der Affen (nach Pierre Boulle, beide 1968) zeigten, dass die ‚bösen Außerirdischen‘ das Publikum nicht mehr reizten. New Hollywood begann seine Revolution und erreichte das Science-Fiction-Kino, nicht zuletzt mit Blockbustern wie Krieg der Sterne. Zwischen diesem „Space-Märchen“ und der Unheimlichen Begegnung der dritten Art (beide 1977) liegen bereits Welten, im Stil und der Art. Gleiches gilt für Alien (1978) und seinen ersten Nachfolger Aliens – Die Rückkehr acht Jahre später.
Die meisten folgenden Science-Fiction-Filme waren bunte, teure Actionfilme, auf den Geschmack des jugendlichen Publikums zugeschnitten und kaum noch mit ernsthafter Science-Fiction-Literatur vergleichbar.

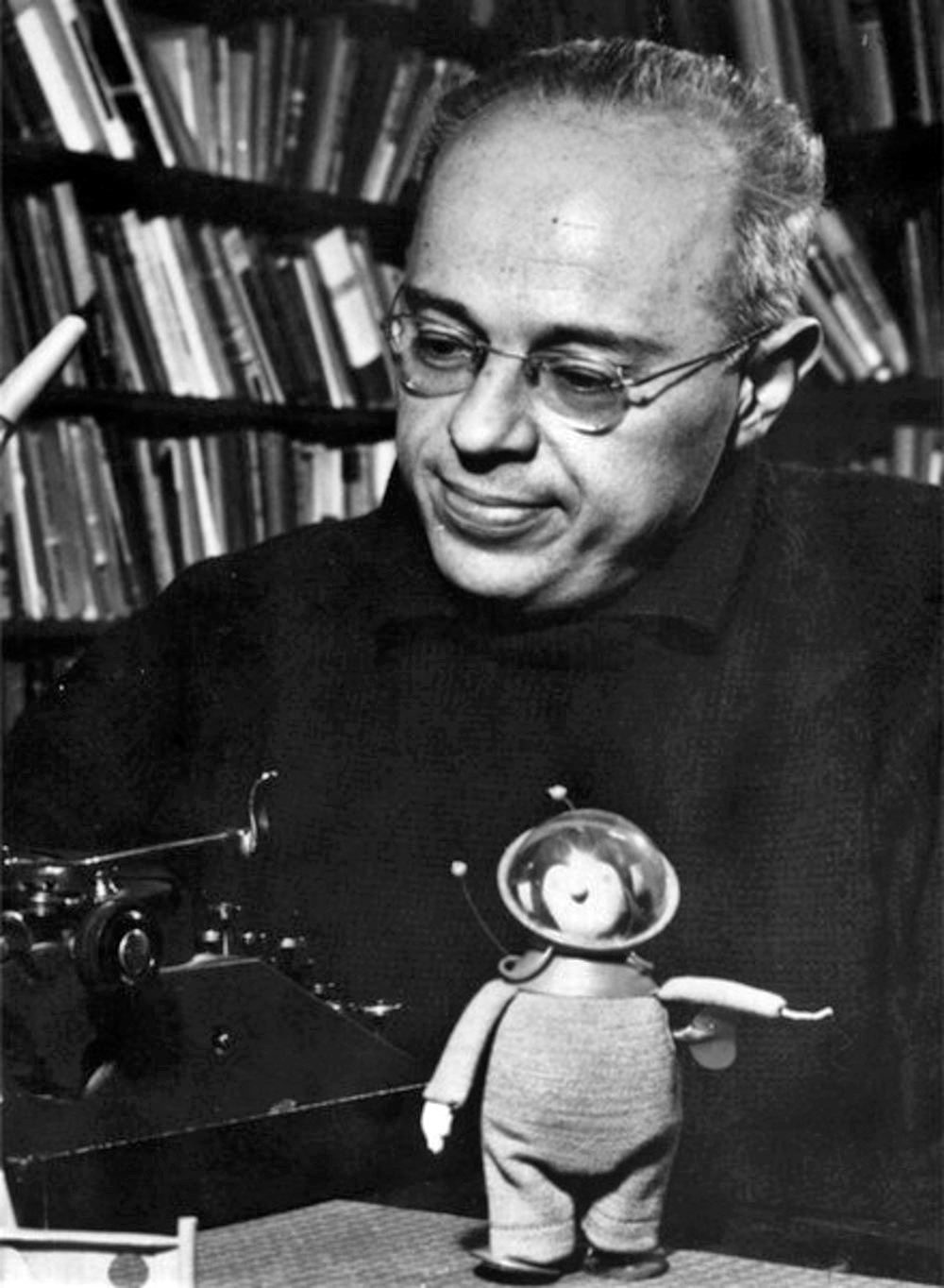
Stanisław Lem (1966)

Eine zunehmend gedanklich und gesellschaftlich geprägte Science-Fiction fand sich seit den 1960er Jahren außerhalb der USA. Insbesondere in den Ländern des Ostblocks konnte die Science-Fiction eine verdeckte Gesellschaftskritik üben. Bekannte Autoren sind beispielsweise der Pole Stanisław Lem, der die ganze Bandbreite vom ernsthaften Zukunfts-Sachbuch über unwirkliche, teils kafkaeske Gegenwelten und satirische Weltraumromane bis zu Computermärchen und witzigen Eigenparodien des Science-Fiction-Genres (Pilot Pirx, Professor Tarantoga) abdeckt, sowie die Brüder Arkadi und Boris Strugazki aus der Sowjetunion und Sergei Wassiljewitsch Lukjanenko im nachsowjetischen Russland.

### New Wave
Mitte der 1960er Jahre trat mit der New Wave eine neue Strömung auf, die sich explizit zum Ziel gesetzt hatte, mit den etablierten Konventionen der Gernsback- und Campbell-SF zu brechen. Die New Wave war am stärksten in Großbritannien von 1963 bis Anfang der 1970er Jahre. Zentrales Organ dieser Strömung, deren Name sich explizit an die französische Nouvelle Vague des Kinos anlehnte, war die britische SF-Zeitschrift New Worlds; die beiden wichtigsten Protagonisten waren Michael Moorcock, der vor allem als Herausgeber und Propagator fungierte, und J. G. Ballard, die literarische Leitfigur der Bewegung; William S. Burroughs diente beiden als großes Vorbild. Viele aber stammten aus den USA. Wichtig war die amerikanische Sammlung Dangerous Visions (herausgegeben von Harlan Ellison 1967). Als Vorläufer können Alfred Bester, Ray Bradbury, Algis Budrys, Fritz Leiber, Catherine Lucile Moore und Theodore Sturgeon gelten.
Die New Wave legte eine experimentellere Haltung bezüglich Form und Inhalt der Science-Fiction an den Tag, verbunden mit einer sich selbstbewusst von der Groschenliteratur abgrenzenden, hochliterarisch ambitionierten Haltung. Die Exponenten der Strömung kritisierten die bestehende Science-Fiction als konservative Literatur, die sowohl inhaltlich wie formal im Stillstand verharrte. Gefordert wurde eine Erneuerung der SF-Literatur, die formal mit der „ernsthaften“ Literatur gleichziehen sollte.
Die New Wave war jedoch zu keinem Zeitpunkt eine homogene Bewegung, und der Anspruch auf Erneuerung der Science-Fiction wurde nur in wenigen Beispielen wirklich realisiert. Viele der programmatischen Texte der New Wave sind in sich widersprüchlich. Moorcock verabschiedete sich von der stark inhaltlichen Ausrichtung und plädierte für eine Aufwertung des Stils. Hatten Gernsback und Campbell die Science-Fiction stets inhaltlich definiert und formale Fragen fast vollständig ausgeblendet, bezog sich Moorcock explizit auf ästhetizistische Positionen des 19. und frühen 20. Jahrhunderts.

### Cli-Fi / Klima-Fiktion
(Von englisch Climate-Fiction). Seit dem 21. Jahrhundert, einhergehend mit der Entstehung des Begriffs Anthropozän, beschäftigen sich Autoren mit den Auswirkungen des anthropogenen Klimawandels, oft mit dystopischen Perspektiven. Beispiele sind die Trilogie Capital Code – Forty Signs of Rain (2004), Fifty Degrees Below (2005) und Sixty Days and Counting (2007). Hollywood produzierte im Jahr 2004 den Katastrophenfilm The Day After Tomorrow. Das 2016 erschienene Buch Alice, der Klimawandel und die Katze Zeta benutzt Figuren der Fantasiegeschichte Alice im Wunderland, um Sachverhalte des Klimawandels zu erörtern und einer breiteren Leserschaft zu ermöglichen, sich kritisch mit der Diskussion zum Klimawandel und seinen Folgen auseinanderzusetzen.
Der Parabel-Zyklus Octavia E. Butlers (ab 1993) gilt als vergleichsweise früher Beitrag zum Subgenre. Der überwiegende Teil der Werke Kim Stanley Robinsons kann als Climate-Fiction bezeichnet werden. Biokrieg (2011) und weitere Werke Paolo Bacigalupis beschreiben nahe Zukünfte mit behelfsmäßigen Energiequellen und Klimafolgen. All that’s left (2021) von Sarah Raich thematisiert das Phänomen der Klimamigration an einem Einzelschicksal. Omar el Akkad thematisiert in American War (2017) kollabierte Vereinigte Staaten, deren Küstenregionen in weiten Teilen überflutet sind. Theresa Hannig beschreibt in Parts per Million (2024) die Entstehung und Handlungen einer militanten Protestgruppe in Deutschland.

### Cyberpunk
Eine relativ neue Richtung der Science-Fiction ist der Cyberpunk, in welchem insbesondere die Idee der durch Computer ermöglichten virtuellen Realität verfolgt wird. Als Begründer dieser Richtung sind vor allem William Gibson (Neuromancer, Count Zero (dt. Biochips), Mona Lisa Overdrive) und Bruce Sterling zu nennen. Weitere Vertreter sind beispielsweise Pat Cadigan und in jüngster Zeit Neal Stephenson (Snow Crash, Diamond Age, Cryptonomicon). Filmische Werke meist dystopischer Lesart sind zum Beispiel Matrix oder Dark City.
Einer der ersten originär filmischen Beiträge zum Thema Virtuelle Realität war – neben Rainer W. Fassbinders zweiteiligem Fernsehfilm Welt am Draht (1973) – der Film Tron (1982). Repräsentativ für den visuellen Stil des Cyberpunks ist allerdings eher Blade Runner (1982), die Verfilmung des Romans Träumen Androiden von elektrischen Schafen?.

### Alternative Realität
Eine Unterart der Science-Fiction ist die „Alternative Realität“ (entlehnt von englisch Alternate Reality; siehe auch Parallelwelt, Paralleluniversum, sowie insbesondere Alternativweltgeschichte). Diese Geschichten beschreiben eine Welt, in der die Geschichte einen anderen Verlauf als in der uns bekannten Realität genommen hat. International bekannt wurden dabei der Science-Fiction-Roman Pavane von Keith Roberts, in dem eine Welt nach dem Sieg der spanischen Armada geschildert wird, sowie die Romane Das Orakel vom Berge von Philip K. Dick und Vaterland von Robert Harris sowie Wenn das der Führer wüßte von Otto Basil, welche die Welt nach einem Sieg des nationalsozialistischen Deutschlands im Zweiten Weltkrieg zeichnen. Einen Roman im Roman zu diesem Thema enthält Der stählerne Traum von Norman Spinrad. Im deutschsprachigen Raum brachten die Autoren Carl Amery mit seinem Roman An den Feuern der Leyermark (1979), Oliver Henkel, Marcus Hammerschmitt und Christian von Ditfurth (Die Mauer steht am Rhein – Deutschland nach dem Sieg des Sozialismus) die Spielart „Alternative Realität“ voran.

### Science-Fiction im deutschsprachigen Raum
Die erste Beschreibung einer Mondfahrt in deutscher Sprache war Die Geschwinde Reise auf dem Lufft-Schiff nach der obern Welt, welche jüngstlich fünff Personen angestellt.. von Eberhard Christian Kindermann aus dem Jahr 1744.
Der bereits oben genannte Traum. von Johannes Kepler erschien zwar 1634, konnte aber erstmals 1871 auf Deutsch gelesen werden.
Als Vater der deutschsprachigen Science Fiction gilt der 1848 geborene Kurd Laßwitz, nach dem der wichtige deutsche Science-Fiction-Preis benannt ist, der Kurd-Laßwitz-Preis, der 1980 ins Leben gerufen wurde. John Clute bezeichnete Laßwitz’ 1897 erschienenen Roman Auf zwei Planeten als den wichtigsten deutschen SF-Roman.
Laßwitz beeinflusste nachfolgende deutsche Autoren, unter anderem Carl Grunert, der zwischen 1903 und 1914 eine Reihe von „Zukunftsnovellen“ verfasste. Zu Anfang des 20. Jahrhunderts veröffentlichte Oskar Hoffmann mehrere utopische Abenteuerromane mit Titeln wie Die Eroberung der Luft. Kulturroman vom Jahre 1940. Für die 1920er und 1930er Jahre sind vor allem Paul Eugen Sieg und Hans Dominik zu erwähnen, deren technisch-wissenschaftliche Zukunftsromane sich in Deutschland großer Beliebtheit erfreuten. Mit Berge Meere und Giganten schuf Alfred Döblin 1924 einen experimentellen Roman, der die Entwicklung der Menschheit bis zum 28. Jahrhundert schildert.
Nach dem Zweiten Weltkrieg dauerte es lange, bis wieder größere Science-Fiction-Autoren im deutschsprachigen Raum in Erscheinung traten. Zu den ersten zählte der Österreicher Herbert W. Franke, der ab den 1960er Jahren Romane wie Das Gedankennetz veröffentlichte. Mit der Heftroman-Reihe Perry Rhodan startete 1961 eine Science-Fiction-Serie, die fortgeführt wird und nach wie vor eine treue Anhängerschaft besitzt. Wolfgang Jeschke, der als langjähriger SF-Herausgeber beim Heyne Verlag sehr wichtig für die (west-)deutsche Science-Fiction war, veröffentlichte 1981 sein Debüt Der letzte Tag der Schöpfung. Als vielleicht beste und beliebteste SF-Autoren der DDR gelten das Autorenpaar Angela Steinmüller und Karlheinz Steinmüller, deren Roman Andymon. Eine Weltraum-Utopie von 1982 ein Klassiker der DDR-Science Fiction ist.
Seit seinem preisgekrönten Erstlingsroman Die Haarteppichknüpfer (1995) entwickelte sich Andreas Eschbach zum bekannten, beliebten und von der Kritik geschätzten deutschen SF-Autor. Bestseller-Erfolge feierte Frank Schätzing mit seinen umfangreichen, intensiv recherchierten Wissenschaftsthrillern Der Schwarm und Limit.
Interessante Einzelwerke kommen immer wieder von Autoren, deren Werke nur teilweise oder ausnahmsweise zur Science Fiction gehören: beispielsweise von Arno Schmidt (Die Gelehrtenrepublik, 1957) Peter Schmidt, Thomas Lehr (42), Matthias A. K. Zimmermann (Kryonium. Die Experimente der Erinnerung), Christian von Ditfurth (politische Alternativwelt-Romane), Dietmar Dath (Kurd-Laßwitz-Preis 2009 für Die Abschaffung der Arten) oder Christian Kracht (Phantastik-Preis der Stadt Wetzlar 2009 für Ich werde hier sein im Sonnenschein und im Schatten).
Ausgesprochene Genre-Autoren der jüngeren Generation wären etwa Frank Borsch, Andreas Brandhorst, Uwe Post oder Andreas Suchanek.

### Science-Fiction in der Sowjetunion
Die sowjetische Literatur verfügte über eine eigene sehr reichliche Auswahl an Science-Fiction-Werken, die aufgrund der offiziellen Literaturpolitik anfangs eine sehr viel widersprüchlichere Entwicklung durchlief als dies in westlichen Ländern der Fall war. Der sich fast zeitgleich mit dem englischen Terminus Science Fiction etablierende russische Begriff „Wissenschaftliche Fantastik“ (Nautschnaja fantastika, russisch Научная фантастика) setzte sich bereits Ende der 1920er Jahre durch. Viele Science-Fiction-Werke lieferten gerade im Zuge der Weltraumeuphorie der späten 1950er und frühen 1960er Jahre utopische Entwürfe für eine zukünftige Gesellschaft, wie zum Beispiel in dem Roman Andromedanebel von Iwan Antonowitsch Jefremow aus dem Jahr 1957, welcher mit über 20 Millionen Exemplaren das wohl wichtigste und erfolgreichste Buch dieses nach dem Ende der Stalinzeit sich neu begründenden Genres in der Sowjetunion war. Bereits vor der Oktoberrevolution erschien Der rote Planet von Alexander Alexandrowitsch Bogdanow (1908), der eine kommunistische Gesellschaft auf dem Planeten Mars beschreibt. Das Genre der Science-Fiction entwickelte sich seit den 1960er Jahren rasch zu einer Art Sprachrohr für liberale, religiöse und politische Kritiker an der sowjetischen Regierung und deren Weltanschauung (Arkadi und Boris Strugazki).
Später wurden Science-Fiction-Filme gedreht, welche wiederum dazu dienten, den „sowjetischen Materialismus“ herauszufordern. So wird zum Beispiel in Andrei Tarkowskis Film Solaris aus dem Jahre 1972 die Konfrontation einer Besatzung einer Raumstation mit einer absolut fremden Lebensform dargestellt, welcher für sie zur metaphysischen Reise in die Innenwelt ihrer eigenen Kultur, Selbsterkenntnis, Liebe und Geduld wird. Erstaunlich ist an der Verwirklichung dieser Filme, dass sie alle in der Breschnew-Ära entstanden, in der sämtliche Formen der organisierten Religion stark eingeschränkt wurden. Von Jewgeni Lukin (* 1950) wurde 2013 sein übersetzter Roman Unter dem Räubermond vom Heyne Verlag veröffentlicht. Sergei Wassiljewitsch Lukjanenko ist ein weiterer bekannter Autor.

### Science-Fiction in Japan
In Japan war und ist Science-Fiction ein sehr populäres Genre, welches die moderne Popkultur stark beeinflusst hat.
Die Ursprünge sind schon in der japanischen Mythologie zu sehen, allerdings tauchen Science-Fiction-ähnliche Stoffe erstmals zur Zeit der Meiji-Restauration in Japan auf. Im Jahr 1857 erschien eine Erzählung, die man als die erste echte japanische Science-Fiction-Geschichte bezeichnen kann. Sie wurde von Gesshū Iwagaki verfasst und trägt den Titel Seisei kaishin hen (西征快心編), was ungefähr bedeutet „Erzählung über die Unterwerfung des Westens“. Neben dieser phantastischen Abenteuergeschichte – mit der in ihr vorherrschenden SF-charakteristischen wissenschaftlichen Denkhaltung – erschienen anfangs vor allem Übersetzungen der Romane von Jules Verne.
Nach dem Zweiten Weltkrieg kamen vor allem amerikanische Taschenbücher mit der Besatzungsmacht nach Japan. Das erste Science-Fiction-Magazin, Seiun (星雲, „Galaxie“), erschien 1954, wurde aber schon nach einer Ausgabe wieder eingestellt. In den 1960er Jahren, in denen das S-F Magazine und Uchūjin („Außerirdischer“) veröffentlicht wurden, erlebte Science-Fiction in Japan dann schließlich Popularität. In dieser Zeit veröffentlichten die „Großen Drei“ der japanischen Science-Fiction ihre ersten Werke: Yasutaka Tsutsui, Shin’ichi Hoshi und Sakyō Komatsu.
In den 1980er Jahren schwand das Interesse an Science-Fiction dann zunehmend, als das Interesse zu audiovisuellen Medien überging. Diese Zeitspanne wird als die „Winterzeit“ (冬の時代, fuyu no jidai) bezeichnet. Viele Autoren veröffentlichten Science-Fiction- und Fantasy-Geschichten als Light Novels, um jugendliche Käufer anzulocken. Trotzdem wurde beispielsweise Ginga Eiyū Densetsu von Yoshiki Tanaka veröffentlicht.
In den 1990er Jahren verschwamm die Grenze zwischen Science-Fiction-Romanen und Light Novels. Obwohl Morioka Hiroyukis Reihe Seikai no Monshō eine Light Novel ist, wurde sie von Hayakawa Shobo als Teil des Science-Fiction-Mainstreams veröffentlicht. Andererseits veröffentlichten Light-Novel-Autoren wie Yūichi Sasamoto und Hōsuke Nojiri Hard-SF-Geschichten.

### Science-Fiction-Serien
Die größte SF-Serie in Literaturform und im allgemeinen Umfang das größte „SF-Universum“ stellt die wöchentlich erscheinende Serie Perry Rhodan dar. Die Hauptserie hat dabei vielfältige Spin-offs in Form von eigenständigen Serien, Computerspielen oder Comics erzeugt. Ebenfalls sehr umfangreich ist das Universum von Star Trek, das sowohl durch die verschiedenen Fernsehserien und Kinofilme, durch Romane, Comics und Computerspiele gebildet wird. In Deutschland wurden in den 1960er Jahren die Romanserien Rex Corda und Ren Dhark veröffentlicht, die aber nicht lange kommerziell ertragreich waren. Beim Star-Wars-Universum hat ausgehend von den Filmen ein umfassendes Merchandising eingesetzt. Weitere umfangreiche Science-Fiction-Serien sind das Gundam-Universum mit mehr als 30 Serien und Filmen in 7 Zeitlinien, das Macross-Universum mit mehr als einem Dutzenden Filmen und Serien, die Stargate-Fernsehserien, die Babylon-5-Fernsehserie, die Honor-Harrington-Buchreihe und das japanische Seikai-no-Monshō-Universum.

## Preise
- Deutsche Preise: Deutscher Science-Fiction-Preis, Kurd-Laßwitz-Preis, Phantastik-Preis der Stadt Wetzlar
- Sowjetische Preise (später russische): Aelita; Alexander Belyayev; Bronze Snail; Interpresscon; Ivan Yefromov; Start; Strannik; Velikoye Koltso Award[23]
- US-amerikanische Preise: Hugo, Nebula, Locus, James Tiptree, Jr. Award, Campbell Award, John W. Campbell Award, Rhysling Award (Poesie), Philip K. Dick Award, Theodore Sturgeon Memorial Award, Prometheus Award
- Internationale Preise: Sidewise Award, Aurealis (Australien), BSFA Award (Großbritannien), Arthur C. Clarke Award (Großbritannien), Seiun (Japan), Sunburst (Kanada), Janusz-A.-Zajdel-Preis (Polen)

## SF-Fandom

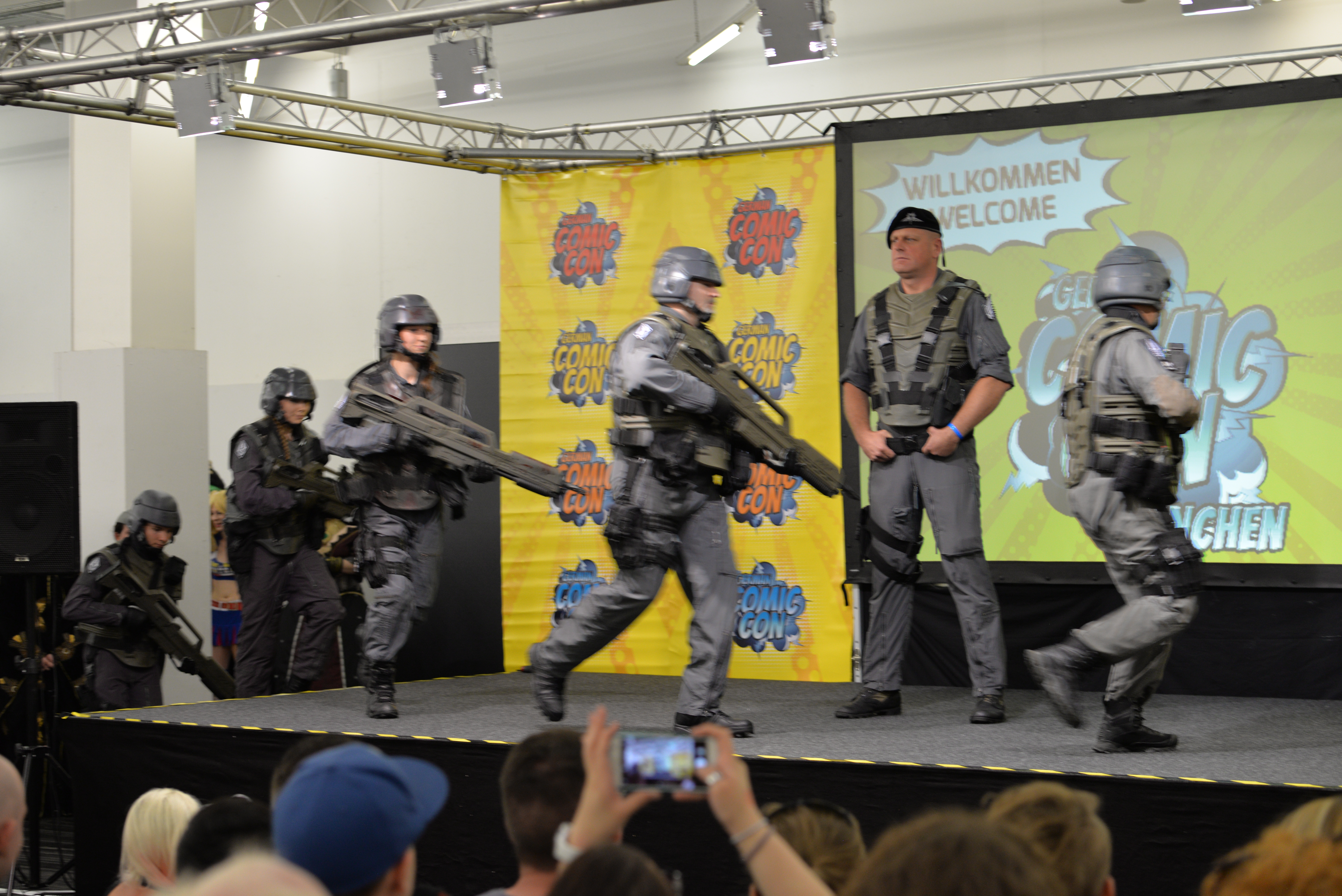
Starship-Troopers-Cosplayer auf der German Comic Con 2017

Das SF-Genre zeichnet sich durch eine starke Fan-Gemeinde (engl. Fandom) aus, in der sich viele SF-Autoren aktiv beteiligen. In Deutschland hat diese eine bis in die 1950er Jahre reichende Tradition. Viele Fans organisieren sich in den zahlreichen kleinen und großen Fanclubs sowie den zahlreichen Internet-Communitys, die nicht selten von den einschlägigen Verlagen unterstützt werden. In jüngerer Zeit entstehen Online-Communitys, die die Veröffentlichung eigener Science-Fiction-Kurzgeschichten im Internet ermöglichen, so zum Beispiel Orion’s Arm oder Galaxiki.
Wichtige deutsche SF-Magazine sind Nautilus – Abenteuer & Phantastik, phantastisch!, Nova, Exodus, der von Franz Rottensteiner herausgegebene Quarber Merkur und das Fantastik-Magazin Pandora. Eine Informationsquelle ist das umfangreiche SF-Jahrbuch Das Science Fiction Jahr aus dem Heyne Verlag. Anlaufstellen für Fragen und Diskussionen zur Science-Fiction sind neben den Fanclubs die Science-Fiction-Newsgroups der de.rec.sf.*-Hierarchie, sowie zahlreiche Internetforen und Chats.
Neben der Arbeit an vielfältigen Publikationen (Fan-Magazine, Fanzine) und Chat-Rollenspielen befassen sich engagierte Fan-Gruppen häufig mit der Organisation der zahlreichen SF-Conventions, kurz Cons. Die bedeutendste SF-Veranstaltung dieser Art ist die World Science Fiction Convention, kurz Worldcon, die mit dem Hugo Award einen der begehrtesten Preise der SF-Literatur vergibt. In Deutschland gehören die DORT.con in Dortmund und der Elstercon in Leipzig, die internationale Autoren als Ehrengäste einladen, zu den wichtigeren Conventions mit Schwerpunkt auf SF-Literatur. Die FedCon hingegen gilt unter den vor allem an Film und Fernsehen orientierten Media Conventions als größte Star-Trek- und Science-Fiction-Veranstaltung Europas.

## Verwendung des Begriffs im übertragenen Sinn
Science-Fiction ist als – manchmal abwertend gemeinte – Bezeichnung für technische Gegenstände oder Technologien in die Alltagssprache eingegangen, die damit als „in ferner Zukunft liegend“ oder als „Phantasterei“ klassifiziert werden. Der Sprecher will ausdrücken, dass er die beschriebene Sache als unrealistisch oder als „Zukunftsmusik“ ansieht. Damit geht teilweise einher, dass gleichzeitig die technische Machbarkeit überhaupt und damit die Sinnhaftigkeit bezweifelt wird.
So wurde etwa in den 1980er Jahren das US-Forschungsprogramm zur Raketenabwehr im Weltraum, die Strategic Defense Initiative (SDI), von Kritikern häufig als Science-Fiction bezeichnet, was sich in dem gern verwendeten Synonym Star Wars zeigte.

## Hörfunk
- Thomas Gaevert: Die Erde dreht sich links herum! – Science-Fiction in der DDR. Hörfunkfeature, Produktion: Südwestrundfunk 2002, Erstsendung: 24. Oktober 2002, SWR2.
- Nick Hubble: Wie Science-Fiction den Sozialismus beeinflusst hat. In: Jacobin. 26. August 2024, abgerufen am 28. August 2024.